# Цуоц
Цуо́ц (ромш. Zuoz) — громада в Швейцарії в кантоні Граубюнден, регіон Малоя.

## Географія
Громада розташована на відстані близько 195 км на схід від Берна, 45 км на південний схід від Кура.
Цуоц має площу 65,8 км², з яких на 1,9 % дозволяється будівництво (житлове та будівництво доріг), 46,4 % використовуються в сільськогосподарських цілях, 9,6 % зайнято лісами, 42 % не є продуктивними (річки, льодовики або гори).

## Демографія
2019 року в громаді мешкало 1177 осіб (-10,2 % порівняно з 2010 роком), іноземців було 32,5 %. Густота населення становила 18 осіб/км².
За віковим діапазоном населення розподілялося таким чином: 23,2 % — особи молодші 20 років, 54,9 % — особи у віці 20—64 років, 21,9 % — особи у віці 65 років та старші. Було 528 помешкань (у середньому 2 особи в помешканні).
Із загальної кількості 751 працюючого 23 було зайнятих в первинному секторі, 135 — в обробній промисловості, 593 — в галузі послуг.